# Айнсле, Патрик
Па́трик А́йнсле (нем. Patrick Einsle, родился 22 апреля 1987 года в Фюссене) — немецкий профессиональный игрок в снукер. В настоящее время проживает в городе Оберхаузен.

## Карьера
Начал играть в снукер в 1999 году; стал профессионалом и впервые попал в мэйн-тур в 2006-м, однако там не сумел добиться значимых результатов и после первого же сезона выбыл в тур PIOS. По результатам сезона 2009/10 Айнсле занял 23-е место в рейтинге PIOS. Патрик получил уайлдкард на сезон 2010/11, поскольку отказался участвовать в туре игрок по квоте Океании.
После не слишком удачных выступлений в сезоне, не пройдя квалификацию на чемпионат Великобритании, Айнсле объявил о том, что покидает мэйн-тур. Его место занял удачно выступавший резервист — Лю Сун.